# 马克·强森
马克·强森（英語：Mark A. Johnson）是一位美国的物理化学家，1983年于斯坦福大学获得博士学位，当前任耶鲁大学化学系教授。强森自2011年以来一直担任《Annual Review of Physical Chemistry》的总编辑。